# آخر مرة (أغنية تايلور سويفت)
تعديل مصدري - تعديل  
آخرة مرة أو ذا لاست تايم (بالإنجليزية: The Last Time)‏ هي أغنية للمغنية وكاتبة الأغاني الأمريكية تايلور سويفت مِن ألبومها الرابع أحمر (Red). أطلقتْ شركة بيغ ماشين ريكوردز الأغنية كسابع وآخر أغنية منفردة مِن الألبوم. يُشارك سويفت المغني الأيرلندي غاري لايتبودي مِن فرقة سنو باترول. الأغنية مِن كتابة تايلور سويفت وغاري لايتبودي وجاكنايف لي ومِن إنتاج جاكنايف لي. تُصنف الأغنية موسيقياً ضمن فئة روك بديل.

## الموسيقى والكلمات
اختارتْ سويفت العمل مع عدة منتجين وفنانين وكُتّاب من أجل الإعداد لألبومها أحمر (Red) ومِن بين مَن تعاونتْ معهم سويفت كان المنتج جاكنايف لي الذي عمل مع فرقة يو تو وأيضاً المغني الأيرلندي غاري لايتبودي مِن فرقة سنو باترول. تُصنف الأغنية موسقياً ضمن فئة روك بديل. تتحدث كلمات الأغنية عن قصة علاقة طويلة لكن مُتدهورة وكيف أنها تدور في حلقة مِن الألم والتسامح في نفس الوقت حيث يقول إحدى مقاطعها:‘‘لقد جئتَ إلى عتبة بابي، تماماً كالمرات السابقة، كنتَ تكتسي أفضل اعتذار لديك، لكني كنتُ هناك لأشاهدك ترحل’’.

## آراء النقاد
لاقتْ الأغنية استحسان النقاد. وصف جوزيف أتيلانو مِن صحيفة ذا إنكوايرير الأغنية بأنها أكثر أغنية ‘‘ناضجة’’ في الألبوم وقال إيجابياً أنها ‘‘تُقدم نبرة مُظلمة’’ في الألبوم وقال أن الأغنية تُثبتْ أن سويفت جاهزة لمنافسة بقية نجوم البوب. أثنتْ إيمي سكياريتو مِن موقع بوب كراش على نضوج أسلوب سويفت في الأغنية ووصفتْ الأغنية بأنها ‘‘رومانسية سوداء’’. أعطى راندال روبرتس الكاتب في صحيفة لوس أنجلوس تايمز مراجعة إيجابية للأغنية ووصف الأغنية بأنها ‘‘حسنة الإنتاج’’ و‘‘عاطفية’’. انتقد بيلي ديوكس مِن تايست أوف كنتري الأغنية وقال أنه شعر أن غاري لايتبودي هيّمن على الأغنية تاركاً سويفت ‘‘جالسةً في المقعد الخلفي’’ وقال أن الأغنية هي الوحيدة التي تشعر بأن عليك تخطيها عند سماعك للألبوم.

## الفيديو كليب
جرى إطلاق الفيديو كليب المصاحب للأغنية في 15 نوفمبر 2013 عبر فيفو على يوتيوب وهو مِن إخراج تيري ريتشاردسون. يتضمن الفيديو مشاهد مِن حفلات سويفت أثناء جولتها الموسيقية للألبوم إحدى المشاهد تُظهر سويفت ولايتبودي يؤديان الأغنية في حفل في ساكرامنتو في كاليفورنيا في 27 أغسطس 2013.

## الأداء الحيّ

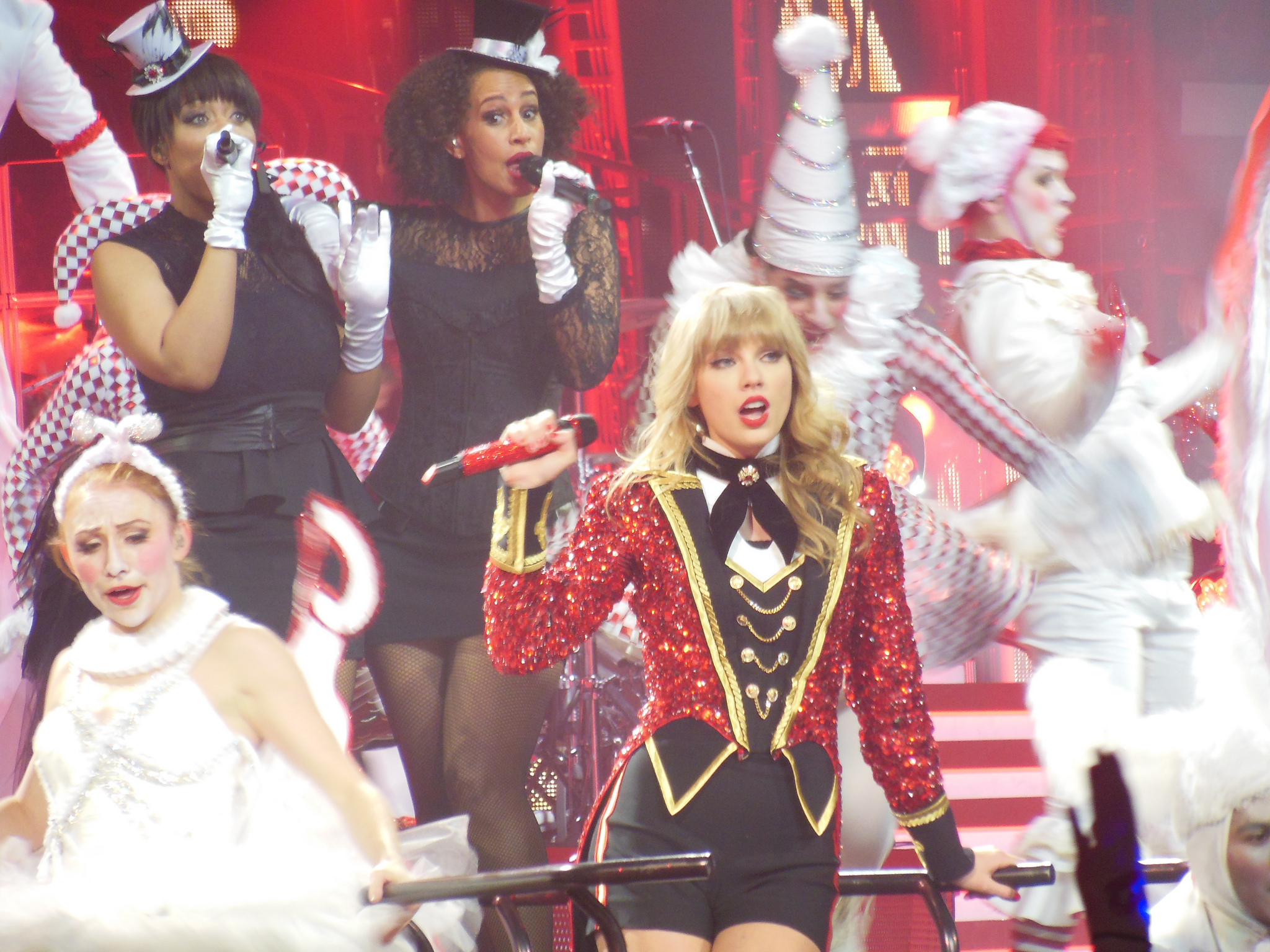
تايلور سويفت خلال الجولة الموسقية للألبوم أحمر (Red)

أدتْ سويفت ولايتبودي الأغنية في برنامج ذا إكس فاكتور البريطاني في 3 نوفمبر 2012 لدعم مبيعات الأغنية في بريطانيا. كما أدتْ سويفت ولايتبودي الأغنية خلال الجولة الموسقية المصاحبة لألبوم أحمر (Red).

## أفراد العمل
- تايلور سويفت ــ كاتبة، صوت رئيسي.
- غاري لايتبودي ــ كاتب، صوت رئيسي.
- جاكنايف لي ــ كاتب، مُنتج.
- سام هولاند ــ التسجيل في استديو كونواي (لوس أنجلوس - كاليفورنيا).
- سكوت بورتشيتا ــ منتج منفذ.
- جون هاينز ــ هندسة.
- جو-آن توميناغا ــ منسق الإنتاج.

## قوائم المبيعات
| القائمة (2013)                                          | الترتيب |
| ------------------------------------------------------- | ------- |
| بلجيكا                                                  | 14      |
| كندا (كاناديان هوت 100)                                 | 73      |
| أيرلندا (ترتيب أغاني أيرلندا)                           | 15      |
| بريطانيا (يو كاي سنغلس تشارتس)                          | 25      |
| الولايات المتحدة (ببلنغ تحت الهوت 100 الأغاني المنفردة) | 3       |